# Jokūbas Gintvainis
Jokūbas Gintvainis (ur. 25 lipca 1994 w Płungianach) – litewski koszykarz, występujący na pozycjach rozgrywającego lub rzucającego obrońcy.
18 sierpnia 2019 został zawodnikiem PGE Spójni Stargard.

## Osiągnięcia
Stan na 12 lipca 2020, na podstawie, o ile nie zaznaczono inaczej.
Klubowe
- Mistrz II ligi hiszpańskiej (LEB Oro – 2018)
- Zwycięzca turnieju:
  - Torneo de L'Hospitalet (2012)
  - Nike International Junior (2012)
- Finalista pucharu Księżniczki Hiszpanii (2018)
- Uczestnik turnieju Nike Global Challenge (2012 – 4. miejsce)

Reprezentacja
- Wicemistrz Europy:
  - U–18 (2012)
  - U–16 (2010)
- Brązowy medalista mistrzostw świata U–19 (2013)
- Uczestnik mistrzostw Europy U–20 (2014 – 5. miejsce)